# Dasythorax glebicolor
Dasythorax glebicolor là một loài bướm đêm trong họ Noctuidae.